# Inuyashiki - L'ultimo eroe

Logo della serie

Inuyashiki - L'ultimo eroe (いぬやしき?, Inuyashiki) è un manga seinen scritto e disegnato da Hiroya Oku. È stato pubblicato da Kōdansha e serializzato sulla rivista Evening dal 28 gennaio 2014 al 25 luglio 2017, raccolto in 10 volumi tankōbon. In Italia il manga è pubblicato da Planet Manga, etichetta di Panini Comics, dal 24 ottobre 2015 al 29 marzo 2018. Un adattamento anime, prodotto da MAPPA, è stato trasmesso in Giappone nel contenitore noitaminA di Fuji TV da ottobre a dicembre 2017, mentre un film live-action basato sulla serie è stato proiettato nei cinema giapponesi nel 2018.

## Trama
La serie segue le vicende di Ichiro Inuyashiki, un uomo anziano di cinquantasette anni (anche se ne dimostra più di 75), senza amici e con una famiglia che non si preoccupa di lui. Dopo anni di continui risparmi, Ichiro è finalmente riuscito a comprarsi una casa tutta sua, ma, nonostante sia contento di averla ottenuta dopo anni di sacrifici, la famiglia non sembra particolarmente contenta, poiché la casa è piccola e coperta da edifici molto più grandi.
Poco dopo il trasloco, Ichiro comincia ad avere dolori alla schiena, ma i medici che lo hanno in cura scoprono che ha un tumore e che gli restano solo tre mesi di vita. Distrutto per la notizia, Ichiro fa un giro di notte per il parco in compagnia del suo cane Hanako, ma, all'improvviso, nel cielo compare una gigantesca sfera luminosa che precipita al suolo generando un'esplosione che coinvolge Ichiro e un misterioso ragazzo. Gli artefici, probabilmente degli extraterrestri, sostituiscono il corpo di Ichiro con uno meccanico di enorme potenza che esternamente conserva l'aspetto originale di Inuyashiki. 
Questi si accorge in fretta della grandezza dei propri poteri e, dopo aver salvato un senzatetto da un gruppo di teppisti, decide di dedicarsi ad aiutare il prossimo, utilizzando infatti i suoi poteri per curare malati terminali e combattere il crimine. Intanto, Hiro Shishigami, il ragazzo coinvolto nell'esplosione assieme al protagonista, usa i suoi poteri per uccidere innocenti. Inuyashiki lo incontra dopo una delle sue stragi, ma non riesce a fermarlo. Shishigami rivela ad uno dei suoi amici, Ando, di avere dei poteri, e uccide per lui dei compagni di classe che lo bullizzavano. 
Ando si accorge presto che il suo amico non è più quello di prima, rammentando che già da piccolo Shishigami mostrava dei disturbi mentali; ammettendo una volta in classe che, oltre alla propria famiglia, non prova preoccupazione o interesse per le altre persone, che sarebbero potute anche morire. Ciò può essere dovuto a quando, alle elementari, i suoi genitori divorziarono e il padre andò a vivere con un'altra donna facendosi così una nuova famiglia. 
Shishigami inizia ad uccidere soprattutto i nuclei familiari, probabilmente in una sorta di vendetta personale malata poiché la sua si è sfaldata. Ando riesce infine a mettersi in contatto con Inuyashiki, rivelandogli che l'altro individuo uguale a lui che sta provocando tutte quelle morti è il suo ex amico. Ando inizia a svelare i segreti che Shishigami gli rivelò per potenziare al massimo i poteri di Inuyashiki, consapevole che oramai il suo ex amico, preso da smanie di onnipotenza, non ha più controllo e rischia di portare la distruzione nel mondo.

## Personaggi
- Ichiro Inuyashiki: Protagonista della serie. Si presenta come un uomo anziano di cinquantasette anni, ma in apparenza sembra dimostrarne settantacinque. Uomo solitario e senza amici, con una famiglia che non si preoccupa molto di lui, all'inizio della storia. Gli sarà diagnosticato un cancro e che gli restano solo tre mesi di vita. Disperato Ichiro va a fare una passeggiata notturna nel parco col suo cane. In quel momento una meteora che si rivelerà un'astronave, si schianterà al suolo coinvolgendolo. Gli alieni ricostruiranno il suo corpo, dandogliene un meccanico, ma che esteriormente, sembrerà umano. Ichiro scoprirà ben presto, il suo nuovo corpo e di possedere enormi poteri. Dopo aver salvato un senzatetto da un gruppo di teppisti, decide di dedicarsi ad aiutare il prossimo, utilizzando, infatti, i suoi poteri per curare malati terminali o gente in coma e combattere il crimine.

- Hiro Shishigami: Antagonista principale della serie. È il ragazzo che era vicino a Ichiro Inuyashiki rimanendo coinvolto nell'esplosione dagli alieni. Come a Ichiro, anche Hiro viene dotato di un corpo meccanico come il suo. A differenza di quest'ultimo però, Hiro usa i suoi poteri per uccidere e fare del male alle persone o a quelle che non sopporta. I genitori di Hiro divorziarono quando lui andava ancora alle elementari. Il padre si risposò con un'altra donna facendosi così una nuova famiglia. Questa cosa sembra avere sconvolto Hiro, poiché iniziò a uccidere di nascosto piccoli animali. Durante un tema di classe, egli ammise che ad eccezione della sua famiglia, di non provare alcun interesse, per le altre persone e che sarebbero anche potute morire. Tutta via, si dimostra in buoni rapporti, con i suoi fratellastri che sembrano volergli molto bene, compresa la matrigna. I problemi interiori di Hiro però, aumentano con la scoperta di avere un corpo meccanico, convincendosi di non essere più vivo. Preso anche dalla vendetta e dal delirio di onnipotenza, inizia a uccidere i nuclei familiari, in una sorta di vendetta personale verso la sua famiglia che si è spezzata. Quando la polizia arriverà a lui, la cosa degenererà completamente. Sua madre scioccata per quello che ha causato si toglierà la vita, Hero disperato, comprende che non sarà più lasciato in pace. Dichiarando guerra al Giappone, ucciderà tutti quelli che lo ostacoleranno, iniziando a massacrare tutti gli agenti di polizia. Hiro dichiara apertamente di disprezzare il Giappone e la sua società, e che farà di tutto per radere al suolo ogni cosa.

- Ando: È il migliore amico di Hiro Shishigami. Ha smesso di andare a scuola, poiché era perseguitato da bulli, più grandi di lui. Hiro gli mostra cosa è diventato e ne rimane stupito. Egli lo incoraggia a tornare a scuola, promettendogli di proteggerlo dai bulli. Con i suoi nuovi poteri, Hiro rompe un braccio a uno dei bulli, facendo scappare spaventati gli altri, di fronte a tutta la classe. Ando tutta via rimane impaurito dalla sete di violenza sviluppata dal suo amico, e si convince che la sua nuova condizione, lo abbia trasformato in qualcosa di pericoloso. Le sue paure alla fine si rivelano esatte: Hiro dopo essere stato preso di mira dalla polizia, inizia a uccidere tutti quelli che si oppongono a lui o che non lo lasciano stare. Ando leggendo le notizie su internet, scopre dell'esistenza di Ichiro che è come Hiro. I due alla fine s'incontrano e Ando chiede a Ichiro di fermare Hero, ormai fuori controllo, insegnandogli a usare tutti i suoi poteri per tenergli testa.

- Padre di Hero: il suo vero nome non è menzionato. Divorziò dalla sua prima moglie, quando Hero andava ancora alle elementari. Si risposò con un'altra donna e i due ebbero così due figli, andando a vivere in una casa benestante. Tutta via, egli non dimenticò mai suo figlio Hero, continuando a volergli bene, andando con lui a pescare nei fine settimana. Ha mantenuto dei contatti anche con la sua prima moglie. Scoprendo che lei ha il cancro e che non gli rimane molto tempo, si mettono entrambi d'accordo per il figlio: Il padre promette di prendersi cura di Hero e che andrà a vivere da lui e di avere già predisposto tutto per farlo continuare ad andare a scuola. Tutta via, egli non si è accorto che il figlio, in parte lo odia profondamente, per averlo abbandonato. Quando la polizia scoprirà che Hero è il responsabile degli omicidi delle famiglie, i giornalisti si presentano a casa sua per chiedere notizie. Il padre chiede scusa di fronte alle telecamere, quando in quel momento giunge Hero che con i suoi poteri, massacra tutti i giornalisti sotto lo sguardo terrorizzato di suo padre, che lo implora, di non sparagli. Hero vola via lasciandolo da solo. Dopo questi eventi, il padre di Hero e la sua famiglia non si mostrano più, anche se si può intuire che la loro vita non sarà più la stessa.

## Volumi
| Nº | Titolo italiano Giapponese 「Kanji」 - Rōmaji | Data di prima pubblicazione              | Data di prima pubblicazione |
| Nº | Titolo italiano Giapponese 「Kanji」 - Rōmaji | Giapponese                               | Italiano                    |
| 1  | Inuyashiki - L'ultimo eroe 1 「いぬやしき 1」 - Inuyashiki 1 | 23 maggio 2014 ISBN 978-4-06-354517-3    | 24 ottobre 2015             |
| 1  | Capitoli - 1 - Cose della vita - 2 - Mutazione - 3 - Ma che diamine...?! - 4 - Neanche una lacrima - 5 - Violenza - 6 - Dio, aiutami - 7 - Ichiro Inuyashiki - 8 - Persone vuote                                                                             |                                          |                             |
| 2  | Inuyashiki - L'ultimo eroe 2 「いぬやしき 2」 - Inuyashiki 2 | 23 ottobre 2014 ISBN 978-4-06-354541-8   | 19 dicembre 2015            |
| 2  | Capitoli - 9 - Un altro - 10 - Hiro Shishigami - 11 - Tragedia - 12 - Supplica - 13 - Uguali - 14 - Me la vedrò io con loro - 15 - In alto nel cielo - 16 - Io ti proteggerò - 17 - A ciascuno i suoi poteri                                                 |                                          |                             |
| 3  | Inuyashiki - L'ultimo eroe 3 「いぬやしき 3」 - Inuyashiki 3 | 23 febbraio 2015 ISBN 978-4-06-354556-2  | 20 febbraio 2016            |
| 3  | Capitoli - 18 - Una felicità normale - 19 - Aggressione - 20 - Mia - 21 - Disperazione - 22 - Non te lo permetterò - 23 - Io ti salverò - 24 - Dichiarazione di guerra - 25 - Cosa diavolo sei tu?! - 26 - Castigo divino                                    |                                          |                             |
| 4  | Inuyashiki - L'ultimo eroe 4 「いぬやしき 4」 - Inuyashiki 4 | 23 luglio 2015 ISBN 978-4-06-354580-7    | 19 maggio 2016              |
| 4  | Capitoli - 27 - Va tutto bene - 28 - Ce n'è un altro - 29 - Hero - 30 - Hiro - 31 - Addestramento speciale - 32 - Più lontano che può - 33 - Il salvatore - 34 - Trasformazione - 35 - Fuga                                                                  |                                          |                             |
| 5  | Inuyashiki - L'ultimo eroe 5 「いぬやしき 5」 - Inuyashiki 5 | 20 novembre 2015 ISBN 978-4-06-354596-8  | 25 agosto 2016              |
| 5  | Capitoli - 36 - Shion - 37 - Pianto a dirotto - 38 - Vi uccido tutti - 39 - Punizioni - 40 - Il terzo è vivo? - 41 - Ti sembro un essere umano? - 42 - Non lasciarmi - 43 - Fate girare - 44 - Giorni tranquilli                                             |                                          |                             |
| 6  | Inuyashiki - L'ultimo eroe 6 「いぬやしき 6」 - Inuyashiki 6 | 22 aprile 2016 ISBN 978-4-06-354616-3    | 3 novembre 2016             |
| 6  | Capitoli - 45 - Assalto - 46 - Scusa - 47 - Mari - 48 - Fuoco convergente - 49 - Resta a guardare - 50 - Risveglio - 51 - Non ancora - 52 - Pedinamento - 53 - Dichiarazione                                                                                 |                                          |                             |
| 7  | Inuyashiki - L'ultimo eroe 7 「いぬやしき 7」 - Inuyashiki 7 | 23 agosto 2016 ISBN 978-4-06-354633-0    | 9 marzo 2017                |
| 7  | Capitoli - 54 - Fuoco a distanza - 55 - Test - 56 - Dio e demone - 57 - L'inizio della catastrofe - 58 - Caduta libera - 59 - Pioggia di ferro - 60 - Situazione disperata - 61 - Uguali                                                                     |                                          |                             |
| 8  | Inuyashiki - L'ultimo eroe 8 「いぬやしき 8」 - Inuyashiki 8 | 23 gennaio 2017 ISBN 978-4-06-354655-2   | 13 luglio 2017              |
| 8  | Capitoli - 62. Duello all'ultimo sangue - 63. Duello in volo - 64. Fine del duello?! - 65. Duello automatizzato - 66. Devastazione - 67. Salvala! - 68. Papà                                                                                                 |                                          |                             |
| 9  | Inuyashiki - L'ultimo eroe 9 「いぬやしき 9」 - Inuyashiki 9 | 23 maggio 2017 ISBN 978-4-06-354668-2    | 9 novembre 2017             |
| 9  | Capitoli - 70. Il motivo per cui sono nato - 71. La confessione di un padre - 72. Rivedersi - 73. Perdita - 74. Praticamente un mostro - 75. Anche se ero uno hobbit - 76. Just do as you will... - 77. Visioni della fine                                   |                                          |                             |
| 10 | Inuyashiki - L'ultimo eroe 10 「いぬやしき 10」 - Inuyashiki 10 | 22 settembre 2017 ISBN 978-4-06-354688-0 | 29 marzo 2018               |
| 10 | Capitoli - 78. Quel che posso fare - 79. Ti prego, o padre mio, non morire - 80. Se fossimo in "Armageddon" - 81. Combattere contro la disperazione a dispetto di tutto - 82. Perché sei qui? - 83. Per qualcuno - 84. Ichiro Inuyashiki - Ultimo. LAST HERO |                                          |                             |

## Film Live Action
Il successo che ricevette il manga, quando uscì, portò l'ispirazione e alla realizzazione di un film con attori veri che uscì il 20 aprile del 2018. Il film ripercorre inizialmente la trama del manga per poi cambiare completamente dando un finale alternativo rispetto al manga. 